# Kris Goessens
Kris Goessens (* 1967 in Aalst; † 21. August 2013) war ein belgischer Jazzpianist und Komponist.

## Leben und Wirken
Goessens lernte als Kind zunächst Orgel und Waldhorn, bevor er mit siebzehn zum Piano wechselte, als er für sich den Jazz entdeckte. Nach Kursen bei Rob Madna, Erik Vermeulen, Rob van Kreeveld, Hein van de Geyn, Joe Lovano und Richie Beirach zog er 1988 in die Niederlande, wo er am Rotterdamer Musikkonservatorium studierte, Piano bei Rob van Kreeveld und Komposition bei Bob Brookmeyer. Nach der Graduierung 1994 erhielt er im folgenden Jahr ein Stipendium, das ihm 1996/97 einen New-York-Aufenthalt ermöglichte, während dessen er bei Kenny Werner, Gary Peacock, Jim McNeely und Richie Beirach Unterricht hatte. Er trat außerdem mit Lee Konitz, Adam Nussbaum, Jim Hall, Mike Mainieri, Mads Vinding und Joe Lovano auf.
1993 begann seine Zusammenarbeit mit Bob Brookmeyer in Form einer Reihe von Duo-Konzerten in Paris, wo Liveaufnahmen für den französischen Rundfunk entstanden. Er arbeitete mit dem Posaunisten auch in dessen New Quartet mit Schlagzeuger Dré Pallemaerts und dem Bassisten Riccardo Del Fra zusammen; das Album Paris Suite erhielt den Prix du meilleur disque de l’annee der Académie du Jazz. Goessens spielte auch in Bob Brookmeyers New Art Orchestra, mit dem Aufnahmen mit Gastsolisten wie Gerry Mulligan, Clark Terry, Michael Brecker und Joe Lovano entstanden; außerdem arbeitete er mit Brookmeyer im Metropole Orkest. Seine Kompositionen wurden im Arrangement von Brookmeyer mit Kris Goessens am Piano für das Radio aufgenommen. Kris Goessens spielte außerdem mit Kurt Van Herck (Another Day, Another Dollar), im ClazzEnsemble von Gerard Kleijn und Dick de Graaf, in der Gruppe Interception (mit Paul Heller und Jörg Engels) sowie ab 2009 im eigenen Trio (mit Hein van de Geyn und Matthieu Chazerenc) und im Quintett A ‘l improviste (mit Jasper Blom, Joris Roelofs, Clemens van der Veen und Joost Lijbaart).
Im Bereich des Jazz war er zwischen 1994 und 2011 an neun Aufnahmesessions beteiligt, außer den Genannten mit Pieter de Mast und Sal La Rocca. Kris Goessens unterrichtete Piano, Musiktheorie, Komposition/Improvisation am Konservatorium Rotterdam, außerdem am Konservatorium von Amsterdam. Zu seinen Schülern gehört u. a. Pär Lammers.
Kris Goessens starb am 21. August 2013. Er beging Suizid.